# Feste delle grandi macchine a spalla
Le feste delle grandi macchine a spalla sono una particolare forma di processione cattolica che prevede l'utilizzo di grandi strutture votive da portare a spalla.
Tra le più note manifestazioni devozionali, sono diffuse in tutta Italia e in particolare nelle regioni del Sud e in Sardegna. Tra le più importanti si annoverano le quattro feste feste religiose della Macchina di Santa Rosa di Viterbo, della Festa dei Gigli di Nola, della Varia di Palmi e della Discesa dei Candelieri di Sassari. Nel 2013 le feste delle grandi macchine a spalla sono state incluse nella Lista rappresentativa del patrimonio culturale immateriale dell'umanità nell'ambito della Convenzione per la salvaguardia del patrimonio culturale immateriale dell'UNESCO.

## Rete delle grandi macchine a spalla italiane
La Rete delle grandi macchine a spalla italiane è un'associazione, nata nel 2006, che include quattro tra le più importante feste italiane (la Macchina di Santa Rosa di Viterbo, la Festa dei Gigli di Nola, la Varia di Palmi e la Discesa dei Candelieri di Sassari). Il progetto fu avviato a Nola nel 2005 dalla coordinatrice e responsabile Patrizia Nardi, come forma di interscambio culturale tra le comunità (al tempo faceva parte del progetto anche Gubbio con la Festa dei Ceri) e fu recepito negli anni successivi dalle istituzioni comunali coinvolte con il cosiddetto protocollo di Nola, Città delle Feste con macchina a spalla. Dal 2010 le amministrazioni comunali, con il Ministero per i beni e le attività culturali, il Ministero degli affari esteri e della cooperazione internazionale, la Commissione nazionale italiana per l'UNESCO, l'Istituto centrale per il catalogo e la documentazione, le soprintendenze e con l'Unione Nazionale Pro Loco d'Italia (UNPLI), avviarono un percorso denominato "Prospettiva UNESCO" che portò alla proposta di candidatura delle feste della Rete come Patrimoni orali e immateriali dell'umanità riconosciuti dall'UNESCO". La città di Gubbio si ritirò dal progetto per presentare una candidatura autonoma all'UNESCO della Festa dei Ceri.
La proposta di candidatura della Rete, con le quattro feste religiose, venne accettata nel 2011 dall'Ufficio Patrimonio UNESCO del Ministero dei Beni Culturali, che istruì la pratica, competendo con altri undici concorrenti. Nel 2012 la Rete venne indicata dalla Commissione nazionale italiana per l'UNESCO alla selezione degli organi internazionali come unica candidatura italiana per l'anno 2013. La candidatura venne presentata al Salone internazionale del libro di Torino.

### La Macchina di Santa Rosa
La Macchina di Santa Rosa è una torre illuminata da fiaccole e luci elettriche, realizzata in metalli leggeri e in materiali moderni quali la vetroresina (che hanno sostituito da diversi anni il ferro, il legno e la cartapesta), alta circa trenta metri e pesante cinque tonnellate. La sera del 3 settembre di ogni anno, a Viterbo, la macchina viene sollevata e portata in processione a spalle da un centinaio di uomini detti "Facchini di Santa Rosa" lungo un percorso di poco più di un chilometro articolato tra le vie, talvolta molto strette, e le piazze del centro cittadino. Durante il trasporto, che comincia alle ore 21 e al quale assistono decine di migliaia di persone, le vie interessate vengono oscurate per far risaltare la luce della Macchina. Il trasporto rievoca simbolicamente la traslazione della salma di Santa Rosa, avvenuta a Viterbo nel 1258 per disposizione di Papa Alessandro IV, dalla Chiesa di Santa Maria in Poggio (detta della Crocetta) alla chiesa di Santa Maria delle Rose (oggi Santuario di Santa Rosa).

### La Varia di Palmi

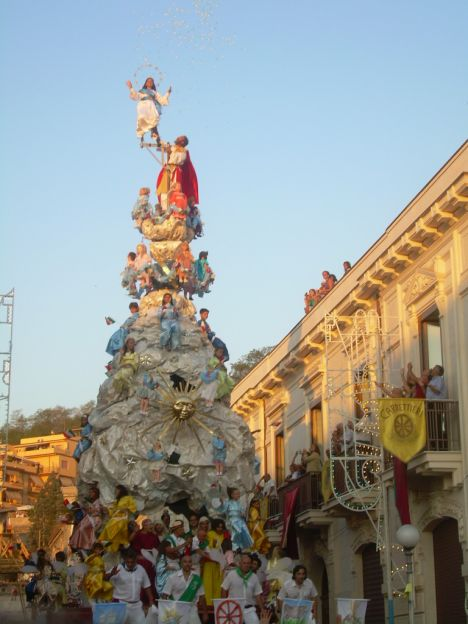
Trasporto della Varia del 2008

La Varia di Palmi è una festa popolare che si svolge a Palmi, secondo una tradizione che deriva dal culto di Maria Santissima della Sacra Lettera, patrona e protettrice della città, l'ultima domenica di agosto con cadenza pluriennale. La Varia, un'allegoria dell'assunzione in cielo della Madonna, è ufficialmente entrata a far parte dei beni tutelati dall'UNESCO. L'evento è, probabilmente, la festa principale della Calabria.
La Varia è un enorme carro sacro che rappresenta l'universo e l'assunzione in cielo della Vergine Maria. Sopra il carro, di altezza pari a 16 metri e dal peso di 20 tonnellate trasportato a spalla da 200 Mbuttaturi (portatori), trovano posto figuranti umani che rappresentano la Madonna, il Padreterno, gli Apostoli e gli angeli. Un altro momento importante della festa è la processione, il giorno precedente il trasporto della Varia, del quadro di Maria Santissima della Lettera e del reliquiario del Sacro Capello.
L'evento, catalogato quale "patrimonio immateriale" delle regioni d'Italia dall'Istituto Centrale per la Demoetnoantropologia è organizzato dall'amministrazione comunale di Palmi, con il patrocinio della Città Metropolitana di Reggio Calabria e della Regione Calabria.
Dal 1900 ad oggi la Varia ha avuto vari riconoscimenti, tra i quali la copertina di un numero de La Domenica del Corriere, l'emissione un francobollo prodotto dall'Istituto Poligrafico e Zecca dello Stato e l'abbinato ad una lotteria nazionale.

### La festa dei Gigli

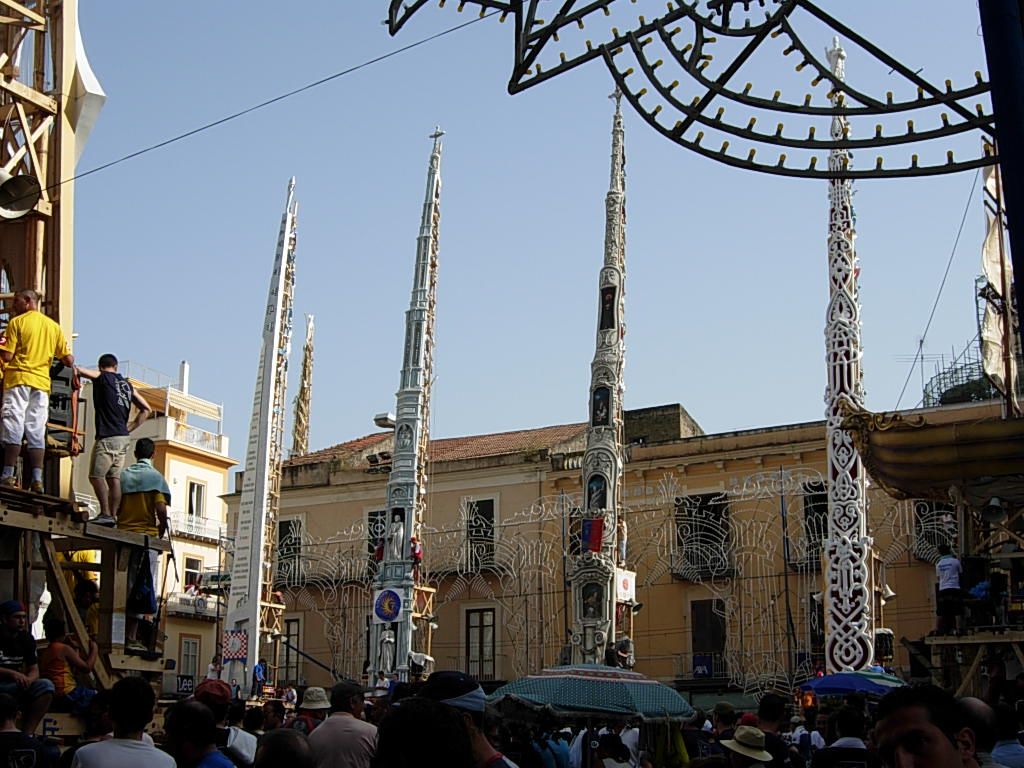
Alcuni gigli e la barca in piazza Duomo

La Festa dei Gigli è una festa popolare cattolica che si tiene ogni anno a Nola in occasione della, festività patronale dedicata a San Paolino. Con questo evento i nolani celebrano il ritorno in città di Ponzio Meropio Paolino dalla prigionia ad opera dei barbari avvenuto nella prima metà del V secolo.
La domenica successiva al 22 giugno di ogni anno si svolge la festa, vale a dire la processione danzante di 8 Gigli più una struttura più bassa a forma di barca che simboleggia il ritorno in patria di San Paolino. Gli obelischi di legno prendono il nome delle antiche corporazioni delle arti e mestieri, nell'ordine Ortolano, Salumiere, Bettoliere, Panettiere, Beccaio, Calzolaio, Fabbro e Sarto.
I Gigli e la Barca danzano lungo un tradizionale percorso individuato nel nucleo più antico della cittadina al ritmo di brani originali e reinterpretazioni attinte dalla tradizione musicale napoletana, italiana e internazionale eseguiti da una banda musicale posta sulla base della struttura.
La manifestazione copre l'intero arco della giornata. Nel corso della mattinata, i Gigli e la Barca vengono trasportati in piazza Duomo, la piazza principale di Nola, dove avviene la solenne benedizione da parte del vescovo. Dal primo pomeriggio all'alba del lunedì le strutture e i cullatori che li trasportano affrontano spettacolari prove di abilità e di forza.

### La Discesa dei Candelieri

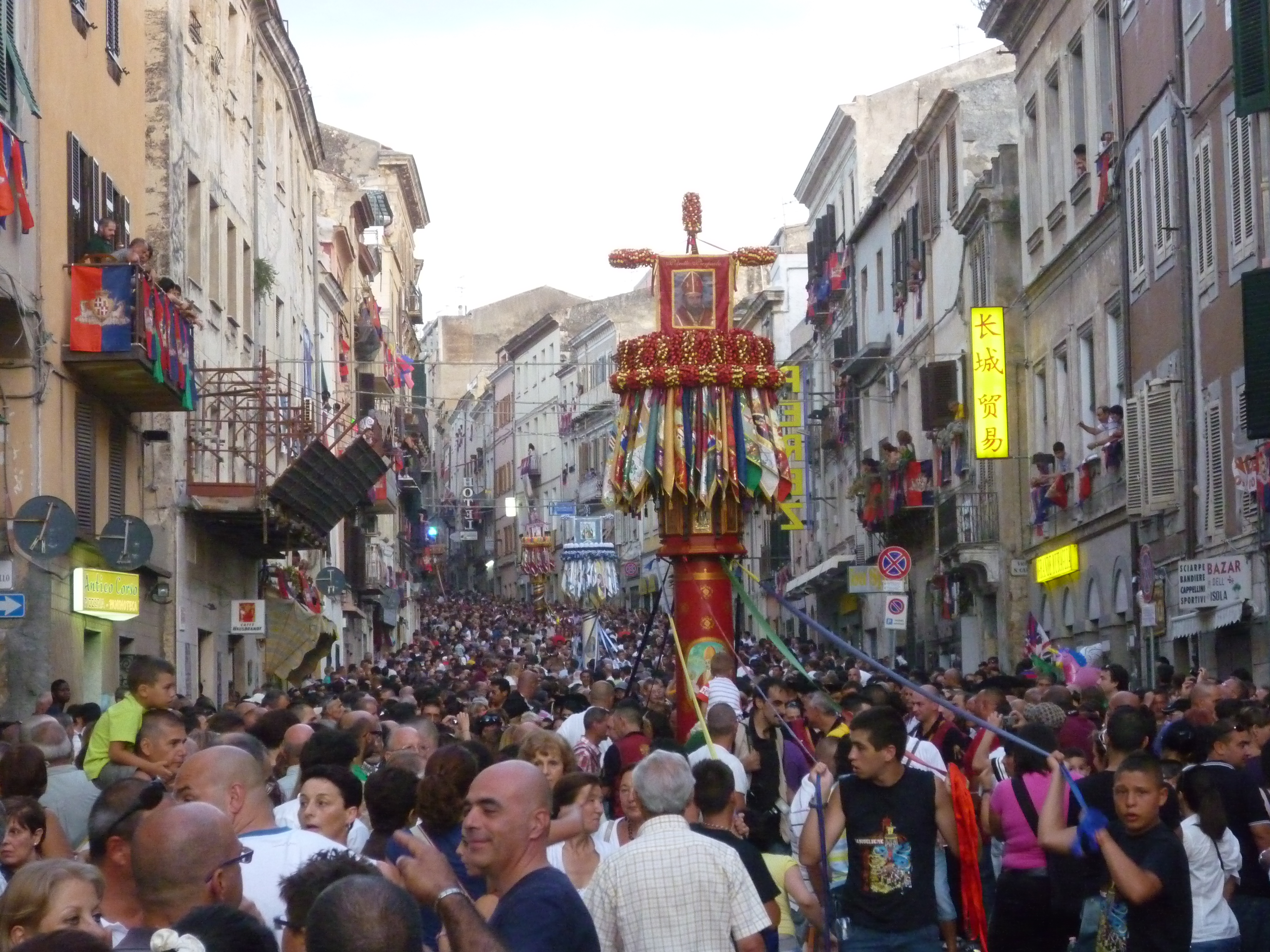
Un candeliere in processione

La Discesa dei Candelieri (in sassarese Faradda di li candareri o solo Faradda) è una festa che si tiene a Sassari la sera precedente alla festa della Madonna Assunta (ferragosto) e consiste in una processione danzante di 13 grandi colonne di legno, ceri simbolici, detti "candelieri" (li candareri), che si svolge lungo le arterie principali del duecentesco centro storico della città, da Piazza Castello lungo il corso Vittorio Emanuele II fino alla chiesa conventuale di Santa Maria di Bethleem.
La festa, nata nel periodo di dominazione pisana di fine medioevo, è diventata voto cittadino con le grandi pestilenze del rinascimento e vede come protagonisti i 13 Gremi, antiche corporazioni di lavoratori, che rappresentano la cittadinanza nello scioglimento della secolare promessa.
Ebbe un periodo di crisi tra la fine del XIX secolo e gli inizi del Novecento, ma, grazie all’incessante lavoro dei Gremi e delle istituzioni pubbliche, è rifiorita nel corso del secolo passato e attualmente è seguita da circa 100.000 persone, che giungono a Sassari anche dall'estero.
Per la copiosa partecipazione del pubblico e per la fastosità è definita Festha Manna (la festa grande) ed è uno dei principali eventi di tutta la Sardegna. Oltre al riconoscimento UNESCO, la festa è stata riconosciuta nel 2012 come Patrimonio d’Italia per la Cultura dal Ministero della Cultura.